# Tactical Leadership Programme

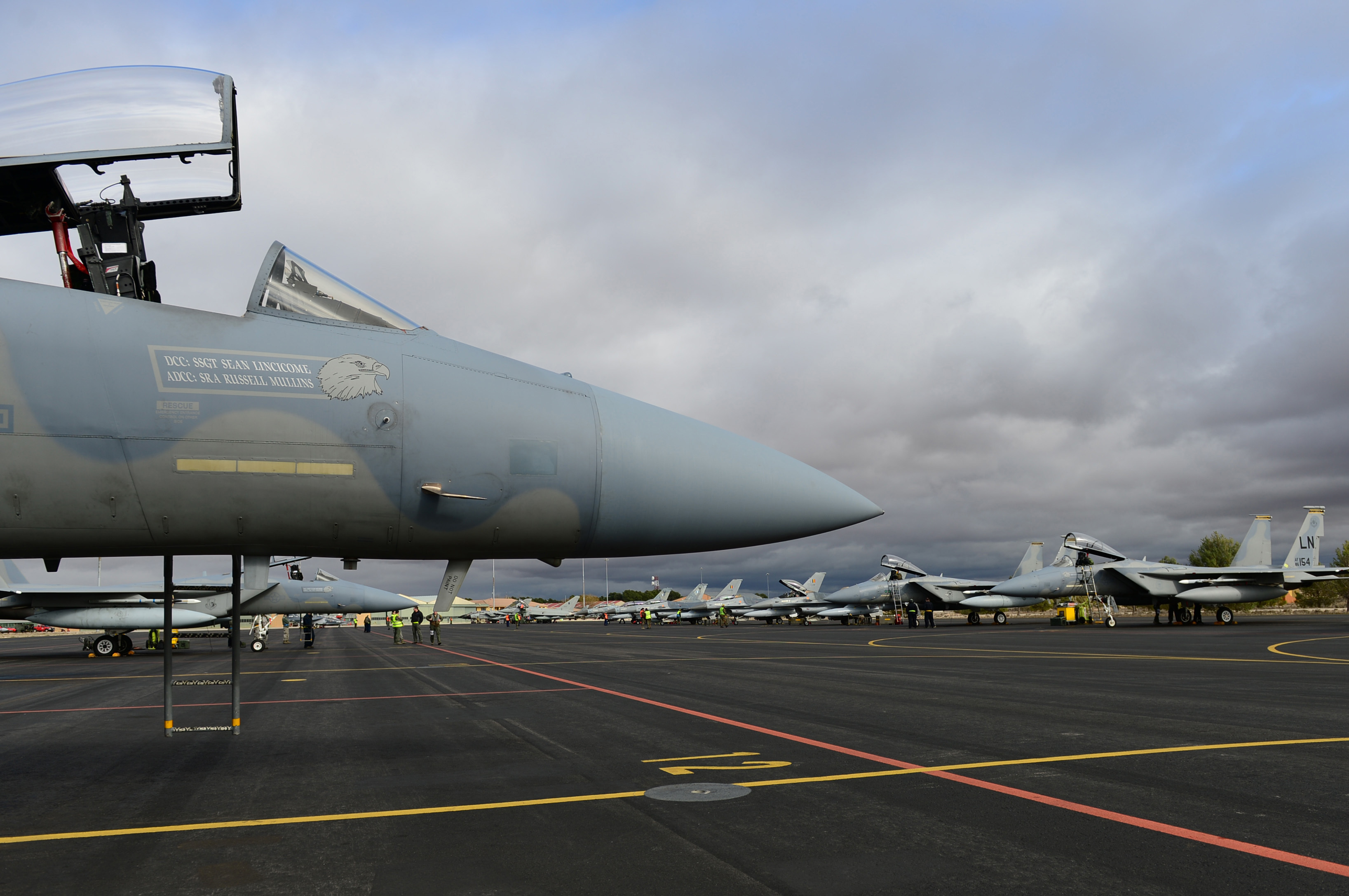
USAF F-15C beim TLP auf der Militärbasis Albacete in Spanien

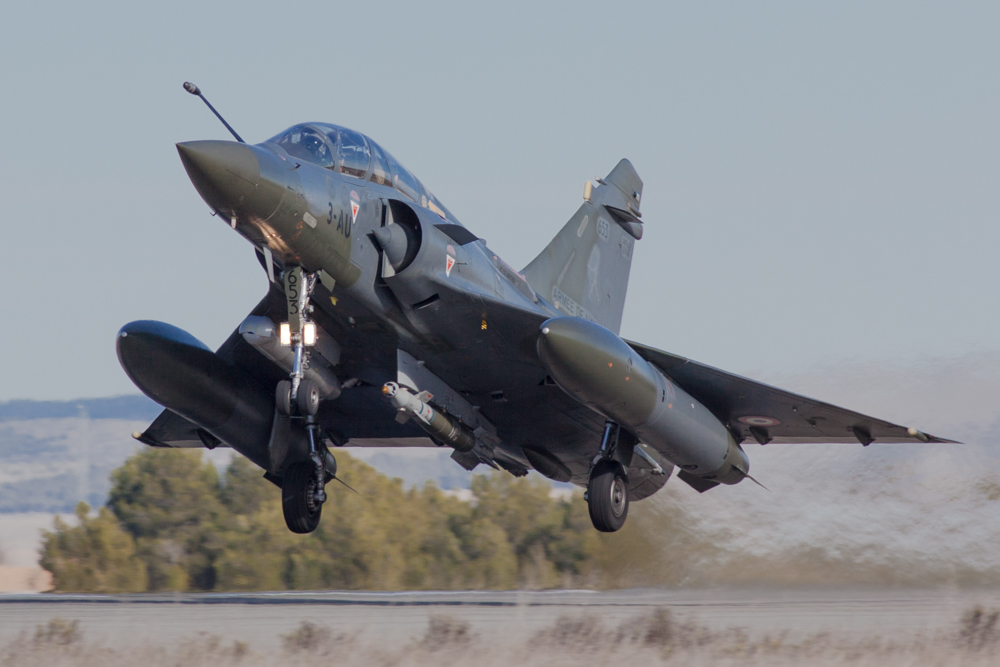
Mirage 2000 beim TLP in Spanien

Das Tactical Leadership Programme (TLP) ist eine multinationale militärische Ausbildungseinrichtung auf dem Flugplatz Albacete in Spanien. Es wurde Ende der 1970er Jahre von sechs NATO-Mitgliedstaaten in Deutschland gegründet. Das TLP ist das europäische Kompetenzzentrum für Luftkrieg. Dort werden Luftkriegstaktiken weiterentwickelt und Führungspersonal ausgebildet. Die spanische Zeitung El Mundo bezeichnete das TLP als das „europäische Top Gun“. Der Begriff TLP wird im Sprachgebrauch nicht nur für die Organisation, sondern auch als Synonym für die Lehrgänge verwendet.

## Auftrag und Aufgaben
Auftrag des TLP ist es, die Wirksamkeit von Alliierten Streitkräften durch Ausbildung von Fähigkeiten zur Führung, Planung, Vorbereitung und Nachbereitung von taktischen Luftkriegsoperationen sowie durch Initiativen zur Weiterentwicklung von Konzepten und Einsatzgrundsätzen zu erhöhen.
Dazu ist das TLP mit den folgenden Aufgaben betraut:
- Ausbildung von Formationsführern der NATO und alliierter Streitkräfte zum Mission Commander. Diese erwerben beim TLP die Fähigkeit,  große und gemischte Formationen von Luftstreitkräften einer Koalition zu führen.
- Ausbildung von alliiertem fliegendem und nicht-fliegendem Personal in allen Aspekten Verbundener Luftkriegsoperationen.
- Einweisung neuer NATO-Partner und Alliierter in taktische Luftkriegsoperationen der NATO.
- Bereitstellung von Fachexpertise für NATO Organisationen.

Das TLP führt den Auftrag aus, indem es alliiertes Personal in fliegerischen und theoretischen Lehrgängen unterrichtet und trainiert und indem es ein internationales Forum zur Diskussion von Taktiken und Verfahren bereitstellt.

## Geschichte

### Gründung

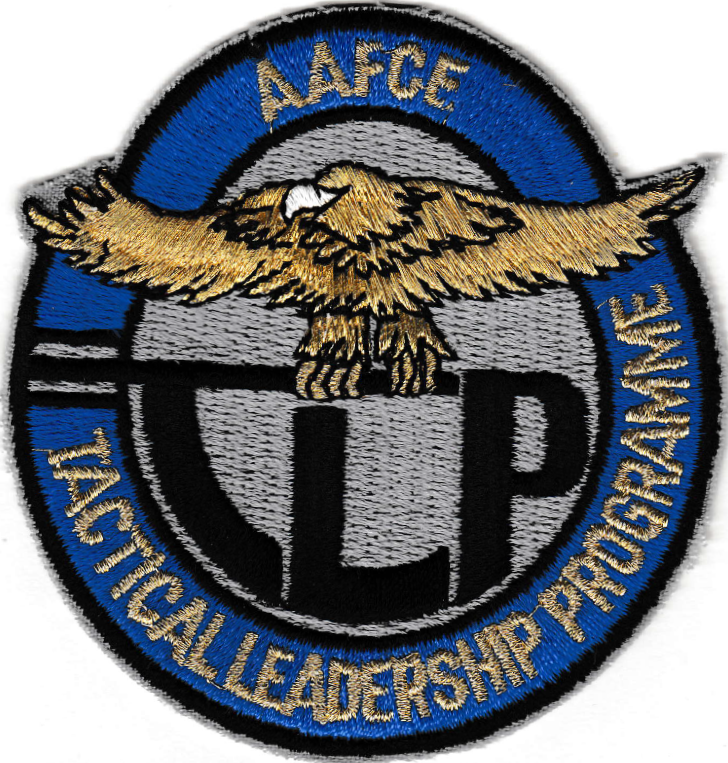
Wappen des Allied Air Forces Central Europe Tactical Leadership Programme

In der Zeit des Kalten Krieges stellten die Nationen, welche Luftstreitkräfte in Mitteleuropa stationiert hatten, einen erheblichen Bedarf für Verbesserungen der Fähigkeit zu gemeinsamen Luftkriegsoperationen fest. Erforderlich waren mehr gemeinsame Übungen und eine bessere Ausbildung in multinationalem Flugbetrieb. Zudem fehlte es an Personal, welches in der Lage war, komplexe Luftverteidigungs- und Luftangriffsmissionen zu führen.
Daher vereinbarten die sechs Signatarstaaten Belgien, Deutschland, Kanada, die Niederlande, die USA und das Vereinigte Königreich in einer Absichtserklärung (englisch Memorandum of Understanding (MoU)) die Gründung des Tactical Leadership Programme (TLP). Primär aus statusrechtlichen Gründen wurde das TLP den Allied Air Forces Central Europe (AAFCE) in Ramstein unterstellt. Es trug daher die Bezeichnung AAFCE TLP. Der Commander Allied Air Forces Central Europe (COMAAFCE), General Evans und der Kommandierende General Luftflotte, Generalleutnant Loosen, stellten das AAFCE TLP am 10. Januar 1978 auf dem deutschen Fliegerhorst Fürstenfeldbruck in Dienst. Dort wurden Lehrgänge in Form von zweiwöchigen Seminaren durchgeführt, in denen Piloten NATO Taktiken, Techniken und Verfahren (englisch Tactics, Techniques and Procedures (TTPs)) diskutierten und Verbesserungsvorschläge erarbeiteten. Die Planungen sahen vor, in jedem Jahr 270 Kampfflugzeugbesatzungen auszubilden. Bereits im September 1979 verabschiedete der COMAAFCE General Pauly den letzten Lehrgang in Fürstenfeldbruck. Das TLP war inzwischen nach Norddeutschland verlegt worden.

### Jever

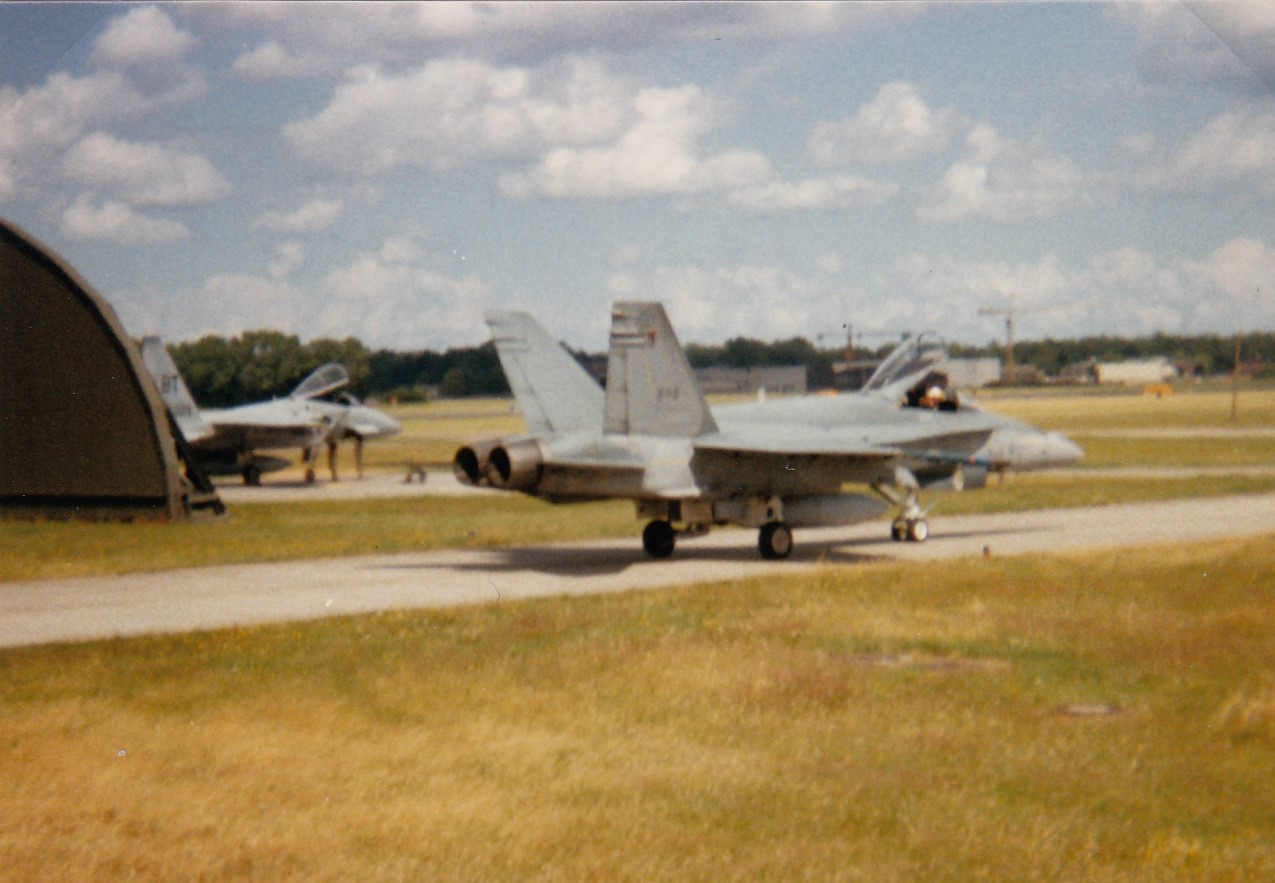
TLP Flugbetrieb auf dem Flugplatz Jever

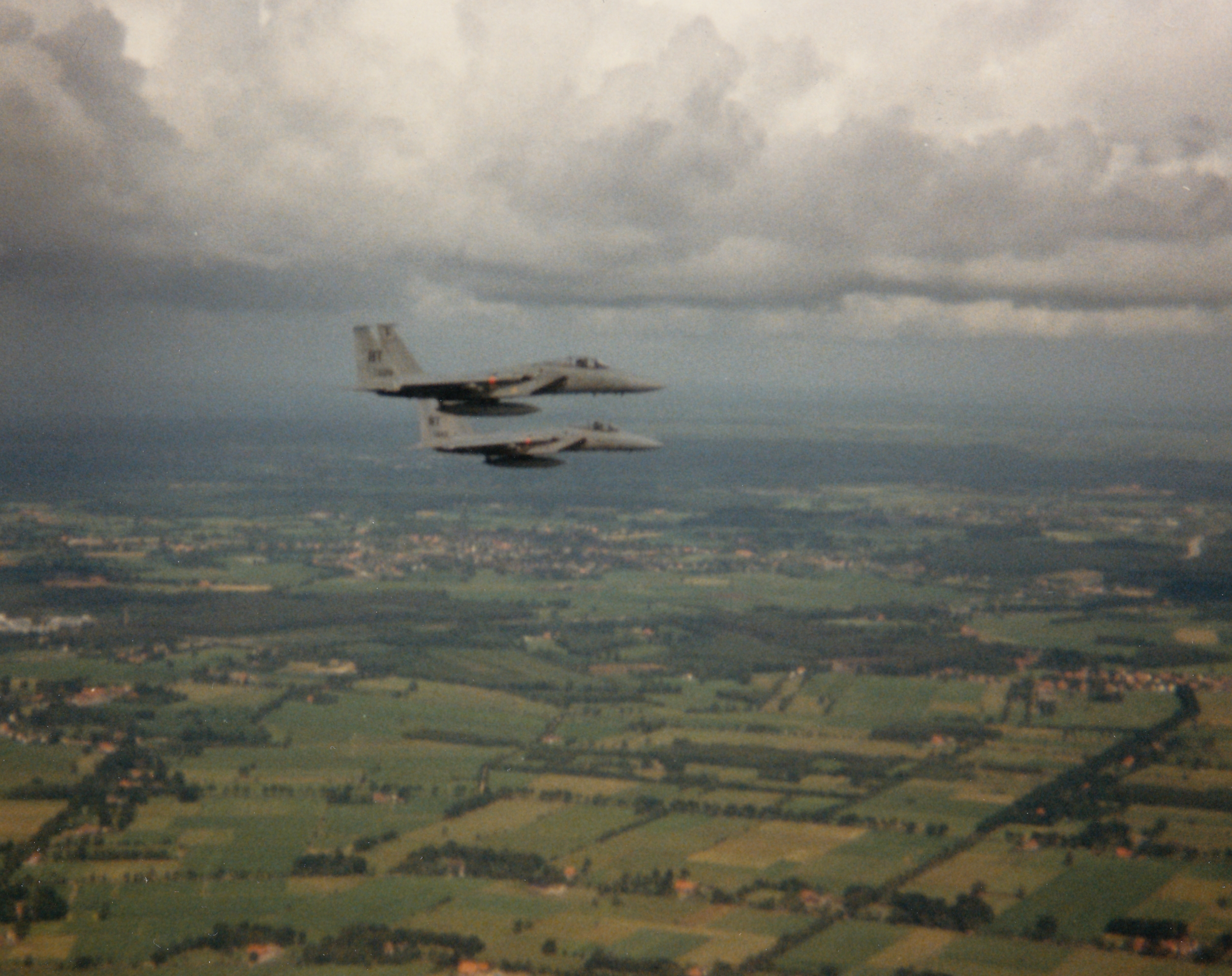
USAF F-15 beim TLP in Jever

Am 24. April 1979 stellte der COMAAFCE, General Pauly, das auf den Fliegerhorst Jever verlegte AAFCE TLP dort in Dienst. Die infrastrukturellen Voraussetzungen und die verfügbaren Lufträume waren hier weitaus besser als in Fürstenfeldbruck. So konnten in Jever zum ersten Mal auch Lehrgänge mit realem Flugbetrieb angeboten werden. Dazu wurden die Kurse auf vier Wochen verlängert. Die Hauptaufgabe des TLP war es nun, Formationsführer auszubilden, die qualifiziert waren
- multinationale  Patrouillen mit verschiedenen Jagdflugzeugen, (englisch Combat Air Patrol (CAP) bzw. englisch Mixed Force Fighter Operation (MFFO)),
- multinationale Pakete von Luftangriffskräften (englisch strike package) sowie
- Verbundene Luftkriegsoperationen (englisch Composite Air Operations (COMAOs)) zu planen und zu führen.

Teilnehmer an diesen Lehrgängen waren erfahrene Kampfflugzeugbesatzungen aus den NATO-Nationen. An den mehrmals im Jahr durchgeführten TLP-Lehrgängen nahmen jeweils bis zu 20 Flugzeuge teil. Das Lehrpersonal des TLP wurde aus den erfahrensten Waffenlehrern rekrutiert. Durch die in Jever versammelte Expertise wurde das TLP schnell zu einem anerkannten europäischen Kompetenzzentrum für alle Aspekte des Luftkrieges.
Zunehmende Lärmbeschwerden aus Schortens und anderer umliegender Gemeinden sowie der Aufwuchs des Jagdbombergeschwaders 38 führten schließlich im Dezember 1988 zum Aus für das TLP in Jever, welches nach Belgien verlegt wurde. Bis dahin hatten fast 2.000 Piloten und WSO an insgesamt 71 Lehrgängen teilgenommen. Das TLP war für Jever und Umgebung ein bedeutender Wirtschaftsfaktor, daher war die Verlegung nach Belgien nicht überall ein Anlass zur Freude, bedeutete sie doch einen spürbaren Einnahmeausfall für Handel, Gaststätten und Beherbergungsbetriebe.

### Florennes

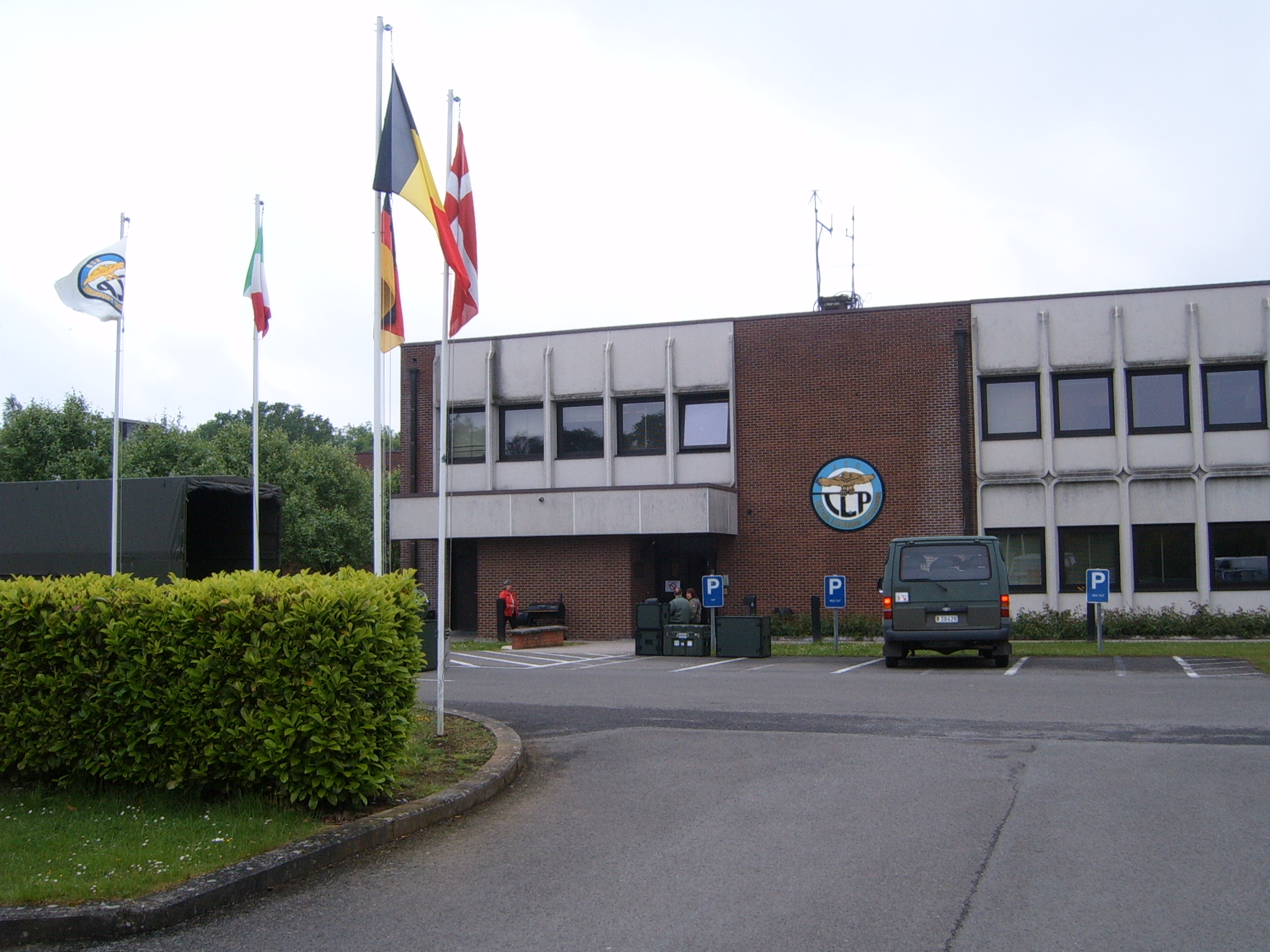
Ehemaliges Hauptgebäude des TLP in Florennes, Belgien

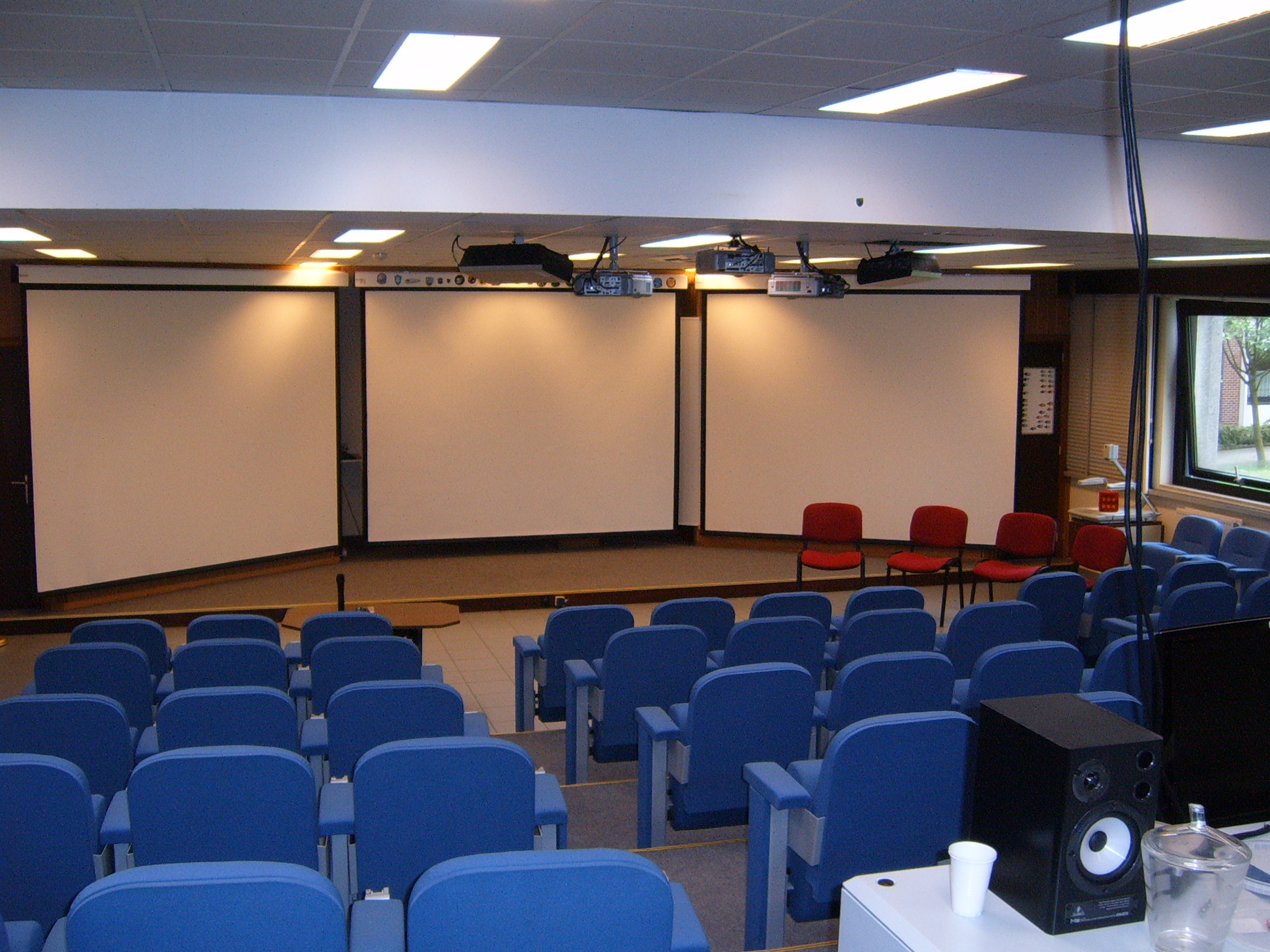
TLP Auditorium Florennes, Belgien

Der Ausbildungsbetrieb auf dem belgischen Militärflugplatz Florennes wurde im März 1989 aufgenommen. Der Auftrag des TLP wurde erweitert, was einen Aufwuchs der Stammpersonals zur Folge hatte. Zusätzlich zum Bereich Flugbetrieb wurden zwei weitere Bereichen aufgebaut: Academics (theoretische Ausbildung) und Concepts & Doctrine (Konzepte und Einsatzgrundsätze). Auch ein französischer Verbindungsoffizier kam zum Stammpersonal hinzu.
Im Januar 1996 traten Dänemark und Italien dem TLP-Vertrag bei, Spanien folgte im Jahre 2002. Allerdings schied Kanada im Jahre 1997 aus, da es auf Grund des Truppenabzugs aus Deutschland keine Flugzeuge mehr ständig in Europa stationiert hatte. Die kanadischen Streitkräfte waren jedoch weiterhin durch einen Verbindungsoffizier vertreten.
Ab dem Jahre 2000 hatte das TLP immer größere Schwierigkeiten die für die Durchführung der Lehrgänge erforderlichen Übungsräume zu erhalten. Der europäische Luftraum wurde immer enger und bot zunehmend weniger Platz für größere militärische Flugbewegungen. Dies und die oft schlechten Wetterbedingungen in Florennes sowie die fehlende Möglichkeit Nachtflug durchzuführen, führten zu Überlegungen das TLP erneut an einen anderen Ort zu verlegen.

### Albacete
Ab circa 2003 suchte das TLP nach einem neuen Standort mit besserem Wetter und geringeren Einschränkungen des Flugbetriebes. Auch das Gastland Belgien forderte die Verlegung des TLP in ein anderes Land. Eine Arbeitsgruppe wurde eingerichtet, um verschiedene Optionen zu untersuchen. Auf Grund des guten Wetters und der besseren Rahmenbedingungen fiel die Wahl auf Spanien. Am 26. Oktober 2006 billigte der Spanische Ministerrat die Vereinbarung zur Verlegung und die Regelungen zum Betrieb des TLP auf spanischem Hoheitsgebiet. Im Jahre 2007 gab das TLP bekannt, dass der Flugplatz Los Llanos bei Albacete im Südosten Spaniens der künftige Standort sein werde. Die Verlegung von Florennes nach Albacete erfolgte im Juli 2009.
In Albacete stehen dem TLP große Übungslufträume sowie eine moderne und großzügige Infrastruktur zur Verfügung. Der erste Lehrgang in Albacete begann am 4. Oktober 2009. Im Zuge der Verlegung des TLP nach Spanien wurden Griechenland und Frankreich vollwertige Mitglieder des TLP-Vertrages, Kanada zog seinen Verbindungsoffizier ab.
Im Jahre 2012 zählte das TLP mehr als 7000 Besatzungen, die seit seiner Gründung an den fliegerischen Lehrgängen teilgenommen hatten.
Um teure Flugstunden und den Zeitraum zu reduzieren, in dem Flugzeuge für die fliegerischen Lehrgänge bereitstehen müssen, beschaffte das TLP eine Simulationsumgebung, die Anfang 2019 erstmals eingesetzt wurde. Seitdem sind die ersten drei Missionen des COMAO-Lehrgangs synthetisch und die Lehrgangsdauer konnte auf drei Wochen verkürzt werden. Primäres Lernziel dieser ersten Missionen ist es, die Lehrgangsteilnehmer mit dem NATO-Planungsprozeß vertraut zu machen, individuelle Führungsfähigkeiten aufzubauen und Zusammenarbeit im Team zu fördern. Somit reicht es aus, wenn nach einer vollständigen Planung wie für einen realen Flug, dieser Plan zur Validierung synthetisch „abgeflogen“ wird.
Das TLP ist auch ein Wirtschaftsfaktor für Albacete und Umgebung. Für die Verlegung des TLP dorthin wurden zwischen 2008 und 2009 insgesamt 32 Mio. € in Infrastruktur und Ausrüstung investiert. Darüber hinaus verfügt das TLP über ein jährliches Budget von fast 5 Mio. €. Permanent als Stammpersonal sind 55 Personen aus 10 Nationen in Albacete stationiert. Zudem beschäftigt das TLP 55 lokale Arbeitnehmer. Auch die Verlegungen von Lehrgangsteilnehmern und technischem Unterstützungspersonal in der Größenordnung von jeweils mehreren hundert Soldaten zu jährlich 6 großen Lehrgängen generieren Kaufkraft vor Ort.

## TLP und NATO
Geschäftsgrundlage des TLP ist ein Vertrag (TLP MoU). Die Unterzeichner des MoU sind die Träger des TLP. Bei der Gründung waren es sechs Nationen, inzwischen sind es zehn. Aktuell ist das TLP nicht Teil der NATO-Struktur, es ist jedoch über eine Vereinbarung in Form eines „Letter of Agreement“ (LoA) mit der NATO verbunden.
Das erste MoU bei Gründung des TLP sah eine Unterstellung unter die Alliierten Luftstreitkräfte Mitteleuropa (AAFCE) der NATO vor, damit das TLP einen internationalen Status erhalten und die Angehörigen dem NATO-Truppenstatut unterliegen konnten. Das TLP trug daher zu jener Zeit die Bezeichnung AAFCE TLP.
Als Folge der geänderten NATO-Struktur mit Auflösung der AAFCE und Neuaufstellung des Kommandos AIRCENT im Sommer 1993 war das TLP dann letzterem unterstellt und trug fortan die Bezeichnung AIRCENT TLP. Nach einer weiteren NATO-Strukturreform im März 2000 wurde daraus das AIRNORTH TLP.
Mit Ende des Kalten Krieges und der Neuorientierung der NATO transformierte das TLP von seinem auf die NATO Region „Europa-Mitte“ ausgerichteten Fokus und erweiterte seinen Kreis auf Nationen außerhalb dieser Region.
Dänemark und Italien traten 1996 dem MoU bei, Spanien in 2002. Mit der Neufassung des MoU im Januar 2002 wurde das Oberste Hauptquartier der Alliierten Streitkräfte in Europa (englisch Supreme Headquarters Allied Powers Europe (SHAPE)) Vertragspartner an Stelle des Hauptquartiers (HQ) AIRNORTH. Das TLP wurde zu einer „unit in support of SHAPE“, einer Organisation zur Unterstützung von SHAPE und wurde nun als „Allied Command Europe Tactical Leadership Programme“, kurz ACE TLP bezeichnet. Die NATO änderte erneut ihre Struktur: Am 29. Juli 2003 wurde aus ACE das Allied Command Operations und das TLP war nun das ACO TLP.
Der Kreis der Teilnehmer an den Lehrgängen wurde auf Basis von Einladungen erweitert. 2006 nahmen die ersten Besatzungen aus der Tschechischen Republik am TLP teil, 2009 folgten Piloten aus Polen.
Im Zuge der Verlagerung des TLP nach Spanien wurden die vertraglichen Grundlagen völlig überarbeitet. Mit dem Wegfall der Zuordnung zu SHAPE entfiel das ACO im Namen und das TLP heißt seitdem nur noch Tactical Leadership Programme ohne einen weiteren Zusatz. Im neuen MoU sind Rechte und Pflichten der Mitgliedsländer, insbesondere die Verteilung der Lasten und die anteilige Zuteilung von Lehrgangsplätzen vertraglich festgelegt. Statusangelegenheiten und das Verhältnis zum Gastland Spanien sind in einem Technical Agreement, das Verhältnis zur NATO in einem Letter of Agreement geregelt.
Ende 2024 trat mit Portugal ein weiterer Staat dem Programm bei.

## Organisation
Das TLP wird vom TLP Kommandanten geführt. Dieser Dienstposten wird gemäß MoU von der Nation des Gastlandes besetzt. Derzeit in Albacete ist der Kommandant also ein Oberst der spanischen Luftwaffe. Intern gliedert sich das TLP in drei Bereiche:
- die Flying Branch (Fliegerische Ausbildung),
- die Academics Branch (Theoretische Ausbildung) und
- eine Unterstützungseinheit (englisch support unit).

### Flying Branch
Die Flying Branch ist für Planung, Koordination und Durchführung der Lehrgänge mit Flugbetrieb verantwortlich. Sie gliedert sich weiter in Sektionen für Verbundene Luftkriegsoperationen, Luftverteidigung, Luftangriff und Taktische Führung. Darüber hinaus verfügt sie über Spezialisten für die Durchführung des Flugbetriebs, Luftfahrzeugwartung sowie Missionskoordination. Chef der Flying Branch ist ein Oberstleutnant, der im Rotationsverfahren von den TLP-Vertragsnationen gestellt wird.

### Academics Branch
Die Academics Branch hat zwei Aufgabenbereiche. Zum einen führt sie theoretische Lehrgänge durch und stellt Fachlehrer für die Theorieanteile der fliegerischen Lehrgänge und zum anderen bearbeitet sie Konzepte und entwickelt NATO Luftkriegstaktiken weiter. Die Academics Branch verfügt über Fachleute aus den Bereichen Luftangriff, Luftverteidigung, COAMO, Personnel Recovery, Elektronische Kampfführung, Militärisches Nachrichtenwesen, Führung, Aufklärung und Überwachung. Chef der Flying Branch ist ein Oberstleutnant, der im Rotationsverfahren von den TLP-Vertragsnationen gestellt wird.

### Support Unit
Die Support Unit hält den Betrieb am Laufen, indem sie die Administration einschließlich Unterbringung und Verpflegung sowie den Betrieb der Informationstechnologie sicherstellt. Zudem verfügt sie über eine Bild- und Zeichenstelle und vermittelt Unterstützungsleistungen durch das Gastland. Da für eine reibungslose Unterstützung gute Verbindungen und perfekte Sprachkenntnisse zwingend erforderlich sind, ist der Chef dieses Bereiches in Albacete grundsätzlich ein Oberstleutnant der spanischen Streitkräfte.

## Lehrgänge
Die primäre Aufgabe des TLP ist die Durchführung von fliegerischen Lehrgängen. Diese bis zu 3 Wochen dauernde Kurse werden bis zu 6 mal im Jahr angeboten. Darüber hinaus führt das TLP eine Reihe weiterer Lehrgänge ohne Flugbetrieb durch. Die wichtigsten davon sind:
- der COAMO-Planungskurs. In diesem Kurs werden Grundlagen für die Planung eines größeren Flugbetriebs mit Flugzeugen aus mehreren Ländern vermittelt. Der Kurs dauert knapp 2 Wochen und wird mehrmals im Jahr angeboten.[13]
- der INTEL-Kurs. Dieser zwei bis vier Mal im Jahr angebotene Lehrgang dauert knapp 2 Wochen und bereitet Nachrichtenpersonal darauf vor, den COMAO-Planungsprozess optimal unterstützen zu können.[14]
- der Personnel Recovery Grundlagenkurs. Dieser 1-wöchige Lehrgang vermittelt theoretisches Grundlagenwissen über Personnel Recovery.[15]

## Teilnehmer
Das TLP ist eine Organisation, die auf der Basis eines Vertrages zwischen den teilnehmenden Nationen betrieben wird. Die Aufwendungen für Betrieb und Unterhalt werden über einen Lastenausgleich auf diese Nationen umgelegt. Das betrifft sowohl Finanzen, materielle Unterstützung und Personalgestellung für die Organisation, aber auch die Bereitstellung von Luftraum, Infrastruktur und unterstützenden Kräften (z. B. Feinddarstellung) für die Lehrgänge. Die Lehrgänge sind für Teilnehmer aus den Mitgliedsländer geöffnet. Dabei bemisst sich die Zuteilung der Lehrgangsplätze und der Einfluss auf die Aktivitäten des TLP am Anteil der übernommenen Aufwendungen. Andere Nationen, z. B. die Schweiz, die Türkei oder Polen können als Gäste zu einzelnen Lehrgängen eingeladen werden.
Mitgliedsländer mit Stand 2020 sind:
- Belgien
- Dänemark
- Frankreich
- Deutschland
- Griechenland
- Italien
- die Niederlande
- Spanien
- das Vereinigte Königreich
- die Vereinigten Staaten von Amerika

## Proteste
Als in Albacete bekannt wurde, dass dort der neue Standort des TLP entstehen sollte, bildete sich eine Plattform gegen die Militarisierung von Albacete, in der sich pazifistische und anti-militaristische Gruppierungen organisierten, um gegen die Ansiedlung des TLP zu kämpfen. Der Protest dieser Gruppen richtete sich nicht nur gegen das TLP, sondern auch gegen die Fertigung von Militärhubschraubern durch die Firma Eurocopter und einen Schießplatz in der Region. Der Flugunfall einer am TLP teilnehmenden griechischen F-16, die am 26. Januar 2015 in Folge eines Kontrollverlustes kurz nach dem Abheben auf dem Flugplatz aufschlug und bei dem neben der Besatzung auch neun französische Soldaten getötet sowie 33 weitere Personen teils schwer verletzt wurden, verstärkte die Befürchtungen der Gegner des TLP.